# Leandro Valencia
Leandro Valencia (f. 1840) fue un tenor español.

## Biografía
Tenor de ópera italiana, se dio a conocer con La gazza ladra de Gioachino Rossini, interpretada en el Teatro del Príncipe de Madrid el 30 de mayo de 1821. Entre esa fecha y 1834, formó parte durante ocho temporadas como primo tenore y, según Saldoni, fue «muy querido del público madrileño». Cantó también en varios teatros italianos. Poco antes de morir, interpretó en Murcia la obra Beatrice di Tenda, que hubo de acabar sentado. Falleció en aquella ciudad el 20 de noviembre de 1840.